# Liste der Gedenktafeln in Berlin-Friedrichsfelde
Die Liste der Gedenktafeln in Berlin-Friedrichsfelde enthält die Namen, Standorte und, soweit bekannt, das Datum der Enthüllung von Gedenktafeln.
Die Liste ist nicht vollständig.

## Friedrichsfelde
| Bild | Name                               | Standort                          | Datum der Enthüllung |
| ---- | ---------------------------------- | --------------------------------- | -------------------- |
|      | Arbeitserziehungslager Wuhlheide   | Am Tierpark 135                   |                      |
|      | Nikolai Erastowitsch Bersarin      | Am Tierpark/Alfred-Kowalke-Straße |                      |
|      | Nikolai Erastowitsch Bersarin      | Am Tierpark/Alfred-Kowalke-Straße |                      |
|      | Heinrich Dathe                     | Am Tierpark 125                   |                      |
|      | Bernhard Lichtenberg               | Kurze Straße 4                    |                      |
|      | Irmtraud Morgner                   | Am Tierpark 25                    | 18. Oktober 2024     |
|      | Heiner Müller                      | Erich-Kurz-Straße 9               |                      |
|      | Platte & Co, QX                    | Michiganseestraße 26              |                      |
|      | Wohnungsbaugenossenschaft Vorwärts | Robert-Uhrig-Straße 38            |                      |